# Brändö
Brändö (em finlândes: Präntiö) é um município insular do nordeste das ilhas de Åland, Finlândia. 
É constituído por cerca de 1200 ilhas e ilhotas, cobrindo uma área de 108 km². 

Tem uma população de 445 habitantes.
 
A densidade populacional é de cinco habitantes por quilômetro quadrado.

O sueco é falado por 83% dos habitantes do município.